# Venjukovia
Venjukovia (Amalitskii, 1922) es un género extinto de sinápsido que existió durante el Pérmico medio en lo que ahora es Rusia. Sus restos fósiles, partes del cráneo y de la mandíbula, aparecieron en el Óblast de Oremburgo.

## Galería

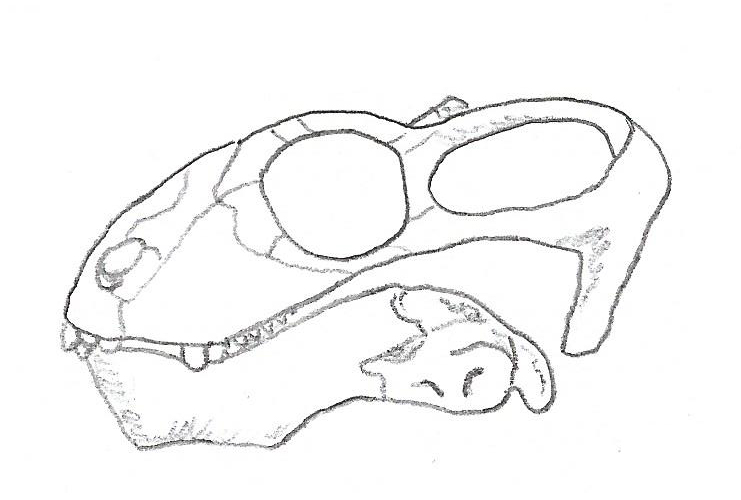
Cráneo fósil.